# نهر وي
نهر وي (بالصينية: 渭河؛ بينيين: Wèi Hé؛ ويد-جيلز: Wei Ho) هو نهر رئيسي في مقاطعتي قانسو وشنشي بوسط غرب الصين. وهو أكبر روافد النهر الأصفر، وله أهمية بالغة في بدايات الحضارة الصينية. في العصور القديمة، كما ورد في سجلات المؤرخ الكبير، كان يُطلق على النهر اسم وي شوي (渭水؛ Wèishuǐ؛ "مياه وي").
يبلغ الطول الإجمالي لنهر وي 818 كيلومترًا (508 أميال)، ويغطي مساحة تصريف تبلغ 135,000 كيلومتر مربع (52,000 ميل مربع). من بين روافده الرئيسية نهر لوه، ونهر جينغ، ونهر نيوتو، ونهر فنغ، ونهر تشيشوي. في خط مباشر، يسافر شرقًا لمسافة 700 كم (430 ميلًا) قبل أن يصب في النهر الأصفر في مقاطعة تونغجوان بالقرب من الحدود الثلاثية بين مقاطعات شنشي وشانشي وخنان، مع سلسلة من المدن الكبرى على طول مساره بما في ذلك تيانشوي وباوجي وشيانيانغ وشيان وينان.